# Забрањено испуцавање (хокеј на леду)
Забрањено испуцавање или ајсинг (енгл. icing) представља недозвољену ситуацију у хокеју на леду, приликом које се пак испуцава са властите половине терена преко две црвене линије без директног контакта са било којим од играча.
У Европи и међународним утакмицама које се играју под окриљем ИИХФ-а, вреди правило аутоматског ајсинга, односно ајсинг се досуђује аутоматски оног тренутка када пак пређе црвену линију противничког гола. У Северној Америци (укључујући и НХЛ асоцијацију) се досуђује такозвани тач ајсинг (енгл. touch-icing), односно прекршај се досуђује тек након што противнички играч додирне пак који је прешао иза линије гола. Ајсинг се поништава ако голман екипе која се брани додирне плочицу.
Ајсинг се не суди у следећим ситуацијама:
- Уколико је екипа са играчем мање никада се не суди ајсинг против те екипе;
- Када судија према властитом слободном уверењу процени да је голман или одбрамбени играч био у стању да стигне до плочице пре него што је прешла гол-линију;
- Уколико је пак ушао у оквир гола, погодак се признаје, нема ајсинга;
- Уколико је пак испуцан директно из булија;
- Уколико је голман напустио свој простор и кренуо у правцу пака;
- У НХЛ лиги, када судија процени да је до ајсинга дошло као резултат неуспелог додавања (паса), ајсинг се не суди.

Правило ајсинга је уведено да би се спречила тотално дефанзивна игра у дуелима између фаворизованих екипа и аутсајдера, јер се целокупна игра потчињених екипа сводила на обична испуцавања плочице преко целог терена. А многе екипе су користиле оваква испуцавања када су биле у предности са циљем да што више времена прође. Правило ајсинга уведено је 13. марта 1939. године.